# TAMIW
TAMIW（タミュー）は、日本のロックバンド。2018年、結成。神戸、大阪を中心に活動している。2018年8月8日、1stフルアルバム『flower vases』を全国リリース。2021年、フジロックフェスティバル、ROOKIE A GO-GOステージ出演。

## メンバー
- TamiKeem（タミキーム ）
  - ボーカル/ルーパー/ヴァイオリン/オンドモ
  - 2023年12月、ソロ名義を兼ねてtamiからTamiKeemに名義を変更。
- 河部翔
  - ギター/コーラス
- BON-SAN
  - ドラム/ビートメイカー
  - ムシケの音楽担当
  - 本名は佐藤昭頼。
  - 作品にごとに名義を変えたがるため、アルバム『flower vases』では小田切昭、『future exercise』ではBOZZY-BUZZ-BORNの名義になっている。
- 良村太一
  - ベース

### 旧メンバー
- 田口智章
  - シンセサイザー/キーボード/ギター/コーラス
  - Muscle Soulのボーカルとしても活動。[2]

## 来歴
- 2016年 tamiのソロでの活動開始。
- 2018年5月 ４人体制での活動開始。8月、1stフルアルバム『flower vases』リリース、全国ツアー開始。[3]
- 2019年5月 初の海外ツアー、TAMIW USA TOUR -from CALIFORNIA to TEXAS-。6月 アルカラ主催フェス、ネコフェス出演。[4][5]

2020年
- 1月 1stデジタルシングル『future exercise』配信開始。[6]
- 4月 2ndデジタルアルバム『future exercise』配信開始。[7]
- 6月 1st LP『future exercise』リリース。
- 7月 初のセルフリミックスアルバム『REINTERPRETED WORKS VOL.1』リリース。[8]

2021年
- 2月 4thデジタルシングル『Lights』配信開始。
- 3月 2MAN SHOW シリーズ「 FÊTE VOLUME 02」〝 exercise for your year 〟w/ANYOを開催。
- 8月 5thデジタルシングル『PurePsychoGirl』配信開始。フジロックフェスティバル、ROOKIE A GO-GOステージ出演。

2022年
- 2月 初のEPとなる「Floating Girls」を配信リリース。[9]
- 11月 デジタルシングル『Eyes on Me』配信開始。
- 12月 デジタルシングル『Kick Off』配信開始。[10]

2023年
- 1月 デジタルシングル『My Innocence』配信開始。
- 2月 3rdアルバム『Fight for Innocence』リリース。
- 3月 初のワンマンライブ『TAMIW presents「Fight for Innocence」 release　ONE MAN LIVE　at Spotify O-nest』を開催。
- 5月 My Innocence(BON-SAN Remix) 配信開始。
- 7月 Eyes on Me(yahyel Remix) 配信開始。TAMIW × ego apartment 2MAN SHOWを開催。田口智章、脱退。
- 8月 Dawn Down(AAAMYYY Remix) 配信開始。[11]

2024年
- 2月 リミックスアルバム『REINTERPRETED WORKS VOL.2』リリース。
- 11月 ベースに良村太一が加入。ダブルシングル「Deep ’n’ Shallow / Overcome」をリリース。[12]

2025年
- 2月 シングル「Pay Me Back!!」をリリース。[13]
- 3月 シングル「A.H.O」をリリース。[14]
- 4月 シングル「We are Not Friends (ft. SOMAOTA)」をリリース。[15]
- 5月 4thアルバム『Farewell Party』リリース予定。

## 動画

### ミュージックビデオ
| 公開日     | 監督                    | 曲名                                                   | 備考          |
| ---------- | ----------------------- | ------------------------------------------------------ | ------------- |
| 2018/07/07 | Tomohiro Ogishi(Focha!) | meditation on your flower                              |               |
| 2018/10/14 | tami                    | bloom                                                  |               |
| 2020/02/01 | 留置太輔                | future exercise                                        |               |
| 2020/09/18 | 井手内創                | difference                                             | [ 19 ] [ 20 ] |
| 2021/08/18 | Y.WANG                  | PurePsychoGirl                                         | [ 21 ]        |
| 2022/02/25 | ROUX (protocol)         | HAFU                                                   |               |
| 2023/01/25 | 井手内創                | My Innocence                                           | [ 22 ]        |
| 2023/02/22 | ∮TaKu‘ ,n∮              | Genius Made by Publishers feat.Zen(from ego apartment) | [ 23 ]        |
| 2024/11/20 | Rimi Watanabe(BNF)      | Deep 'n' Shallow                                       |               |
| 2024/11/22 | Rimi Watanabe(BNF)      | Overcome                                               |               |
| 2025/02/12 | TamiKeem                | Pay Me Back!!                                          |               |
| 2025/03/12 | TamiKeem                | A.H.O                                                  |               |
| 2025/04/16 | 伊藤シュンペイ          | We are Not Friends ft.SOMAOTA                          |               |